# Токарев, Яков Кузьмич
Яков Кузьмич Токарев (1909—1984) — управляющий отделением конезавода, Герой Социалистического Труда (1948).

## Биография
Яков Токарев родился 21 октября 1909 года в селе Екатериновка (ныне — Сальский район Ростовской области). После окончания трёх классов школы работал в колхозе, был бригадиром трактористов. В июне 1941 года был призван на службу в Рабоче-крестьянскую Красную Армию. Участвовал в боях Великой Отечественной войны. Демобилизовавшись после её окончания в октябре 1945 года, Токарев стал работать на конезаводе № 158 имени Будённого.
С 1946 года Токарев руководил 3-м отделением конезавода, в которое входило 7 тысяч гектаров земля, 5 отар овец, 4 табуна лошадей, 100 человек персонала. Под его руководством отделение стало одним из лучших на заводе, летом 1947 года получив урожай по 30,4 центнера пшеницы с каждого из 82 засеянных гектаров земли.
Указом Президиума Верховного Совета СССР от 29 октября 1948 года за «получение высоких урожаев пшеницы и ржи при выполнении конным заводом плана сдачи государству сельскохозяйственных продуктов и плана выходного поголовья лошадей и других видов скота и обеспеченности семенами зерновых культур для весеннего сева 1948 года» Яков Токарев был удостоен высокого звания Героя Социалистического Труда с вручением ордена Ленина и медали «Серп и Молот».
После выхода на пенсию проживал в посёлке Донской в черте Новочеркасска. Умер 15 марта 1984 года.
Был награждён двумя орденами Ленина, орденом Трудового Красного Знамени, рядом медалей.